# 이현수 (펜싱인)
이현수(李賢洙, 1968년 1월 24일~)는 대한민국의 펜싱 선수 출신 지도자이다. 1988년 하계 올림픽에 출전했고 1998년 아시안 게임 펜싱 남자 사브르 단체전 금메달을 획득했다. 은퇴 이후에는 안산시청 펜싱단 감독을 맡았으며 국제 펜싱 연맹 지도자 위원회 위원, 대한펜싱협회 이사, 대한체육회 경기력향상위원회 위원 등을 역임했다.